# Международный конкурс вокалистов имени М. И. Глинки
Международный конкурс вокалистов имени М. И. Глинки — один из старейших вокальных конкурсов в Российской Федерации, организованный в 1960 году как первый всесоюзный конкурс вокалистов. Назван в честь русского композитора Михаила Глинки. С 1968 по 2009 годы председателем жюри являлась народная артистка СССР Ирина Архипова.

## Общие сведения
Конкурс получил статус международного в 1991 году, в связи с прекращением существования Советского Союза. Вплоть до 2014 года конкурс проводился раз в два года в Москве и столицах разных республик СССР, затем в разных городах России.
В 1987 году под руководством Ирины Архиповой конкурс прошёл в Баку.
Всего конкурс состоялся 25 раз.
В 2019 году Министерство культуры Республики Татарстан возродило конкурс под прежним названием, организовав XXVI заседание конкурса в Казани.
Жюри XXVI Международного конкурса вокалистов им. Глинки возглавила заслуженная артистка России Альбина Шагимуратова, ставшая лауреатом I премии XXI Международного конкурса вокалистов им. Глинки в 2005 году.

## Лауреаты конкурса
В разные годы лауреатами конкурса имени Глинки становились такие артисты, как Людмила Филатова, Владимир Атлантов, Александр Дедик, Анатолий Дуда, Сергей Лейферкус, Юрий Мазурок, Евгений Нестеренко, Елена Образцова, Вячеслав Полозов, Мария Гулегина, Олег Кулько, Дмитрий Хворостовский, Владимир Чернов, Анна Нетребко, Аскар Абдразаков, Ильдар Абдразаков, Ольга Бородина, Михаил Казаков, Альбина Шагимуратова, Владимир Васильев, Ариунбаатар Ганбаатар и др..

## 2024
XXVII конкурс прошёл с 9 по 13 октября в очном формате в концертном зале «Зарядье». Конкурс состоял из отборочного тура (отбор по видеозаписям) и трёх туров. Третий тур являлся финалом.
Конкурс был посвящён 220-летию со дня рождения композитора М. И. Глинки и 100-летию оперной певицы Ирины Архиповой.
В организационный комитет поступило 500 заявок на конкурс. В отборочном туре по видеозаписям приняли участие более 400 вокалистов. Из них в I тур допущено 63 певца из 12 стран.
I и II туры прошли с 9 по 13 октября в Малом зале «Зарядье». III тур прошёл 15 октября.
Первое место заняли Екатерина Лукаш (Оперный театр Станиславского), Отабек Назиров (Узбекистан), второе место — Екатерина Бегунович (Новосибирская опера), Константин Федотов (Новая Опера), Екатерина Савинкова (Мариинский театр) и Иван Бородулин заняли третье место.
Награждение лауреатов и торжественное закрытие состоялось 16 октября в Большом зале «Зарядье».
17 октября в Смоленской областной филармонии состоялся концерт лауреатов и Альбины Шагимуратовой.
18 октября проведена экскурсия в родовое имение М. И. Глинки усадьбу «Новоспасское».